# Kennedy Lake Provincial Park
Der Kennedy Lake Provincial Park (auch Kennedy Lake Passage Park) ist ein etwa 241 Hektar (ha) großer Provincial Park im Südwesten der kanadischen Provinz British Columbia, an der Westküste von Vancouver Island.
Der Park ist Teil des Clayoquot Sound Biosphere Reserve, eines von der UNESCO anerkannten Biosphärenreservats.
Bei dem Park handelt es sich um einen sogenannten Day-Use Park. Diese Parks verfügen üblicherweise über keine umfangreiche touristische Infrastruktur und sind nur für Tagesbesuche ausgestattet, in diesem Park ist das Camping sowie das Parken über Nacht verboten.

## Anlage
Der Park liegt südöstlich von Tofino bzw. nördlich von Ucluelet, im Alberni-Clayoquot Regional District, am Südufer des namensgebenden Kennedy Lake. Der Park ist zweigeteilt, zwischen dem östlichen und dem westlichen Teil liegt ein Bereich, der zur Long-Beach-Unit des Pacific-Rim-Nationalparks gehört. Der östliche Parkteil liegt dabei zwischen dem See und dem Highway 4. An den westlichen Parkteil grenzt ein Schutzgebiet anderen Typs, das ʔAʔukmin Conservancy, welches große Bereiche am See und nördlich davon schützt, an.
Bei dem Provinzpark handelt es sich um ein Schutzgebiet der IUCN-Kategorie III (Naturdenkmal).

## Geschichte
Der Park wurde am 13. Juli 1995, als eins in einer Gruppe von rund 50 Schutzgebieten, als Provincial Park in British Columbia eingerichtet. Zu den zeitgleich eingerichteten Parks gehören, neben anderen Parks unmittelbar am Clayoquot Sound, auch der nahegelegene Clayoquot Arm Provincial Park, der Clayoquot Plateau Provincial Park, der Tranquil Creek Provincial Park und der Kennedy River Bog Provincial Park. Die Einrichtung dieser Parks war, als Folge der Unruhen in den 1980er-Jahren sowie den frühen 1990er-Jahren, welche sich gegen die Kahlschlagpolitik der Forstindustrie richteten, das Ergebnis der „Clayoquot Sound Land Use Decision“. Seit seiner Gründung wurden mehrfach, zuletzt im Jahr 2004 mit dem Parks and Protected Areas Statutes Amendment Act, entweder die Rechtsgrundlage für seinen Schutz und/oder seine Grenzen verändert. 
Wie jedoch bei fast allen Provinzparks in British Columbia gilt auch für diesen, dass die Gegend, lange bevor sie von europäischen Einwanderern besiedelt oder sie Teil eines Parks wurde, in diesem Fall Jagd-, Siedlungs- und Fischfanggebiet verschiedener Gruppen der First Nations, hier der Nuu-chah-nulth, war.

## Flora und Fauna
Mit dem Biogeoclimatic Ecological Classification (BEC) Zoning System wird das Ökosystem von British Columbia in verschiedene biogeoklimatische Zonen eingeteilt. Biogeoklimatische Zonen zeichnen sich durch ein grundsätzlich identisches oder sehr ähnliches Klima sowie gleiche oder sehr ähnliche biologische und geologische Voraussetzungen aus. Daraus resultiert in den jeweiligen Zonen dann grundsätzlich auch ein sehr ähnlicher Bestand an Pflanzen und Tieren. Innerhalb dieser Systematik wird der Park der Coastal Western Hemlock Zone zugeordnet.